# Helio Pedregal
Heliodoro Pedregal, conegut artísticament com a Helio Pedregal (Oviedo, 21 de setembre de 1949), és un actor espanyol.

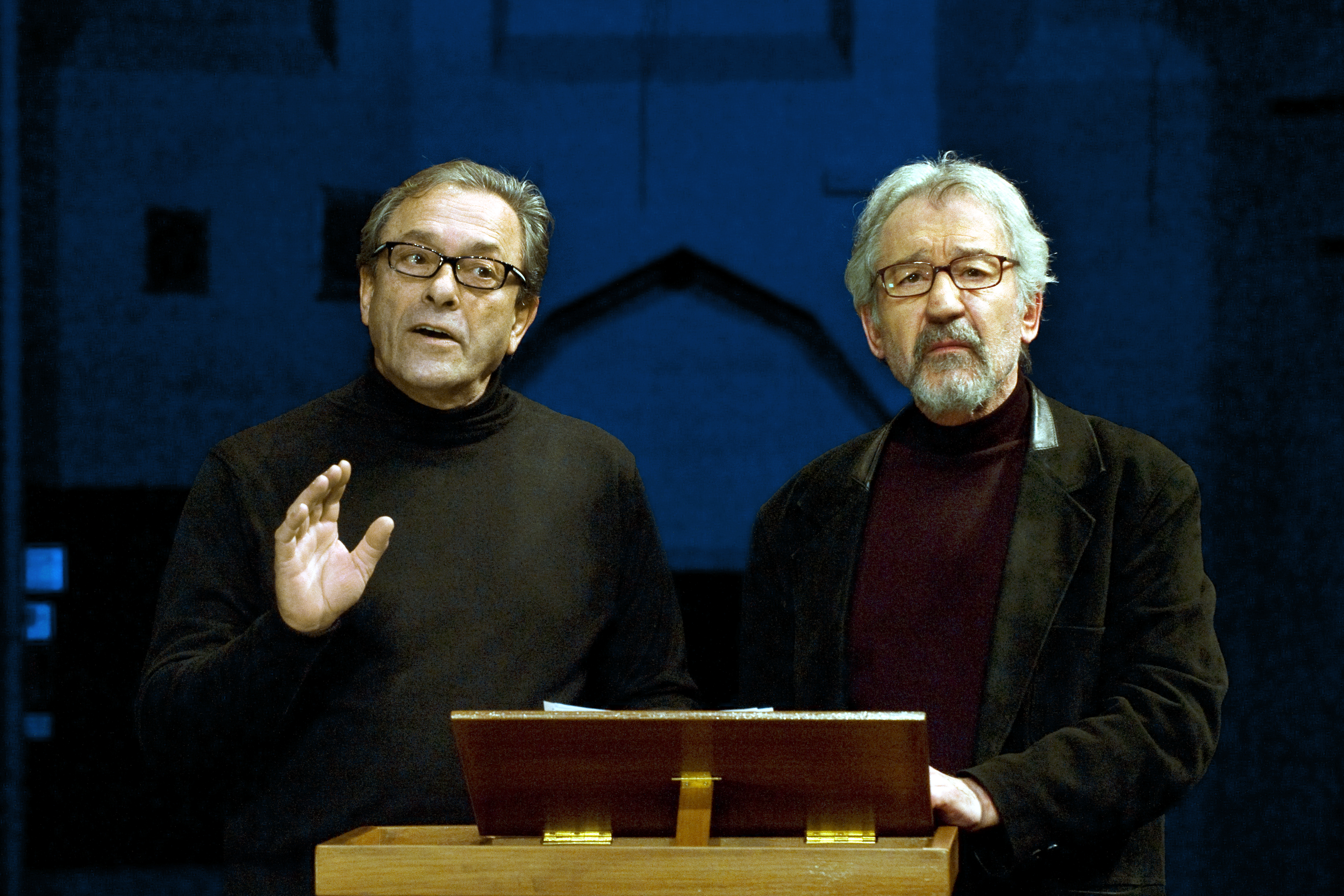
Helio Pedregal i José Sacristán al Festival d'Almagro de 2013

## Biografia
S'instal·la en Madrid en 1968 i es forma a l'Escola de Cinema i posteriorment en el Grup Teatro Experimental Independiente, on va rebre classes de William Layton.

### Teatre
La seva carrera artística, inicialment, se centra en el teatre. Va ser sota la direcció de Miguel Narros on va trobar els seus primers èxits, arribant a convertir-se en habitual en les cartelleres madrilenyes. Amb aquest director va interpretar Así que pasen cinco años (1978), de Federico Garcia Lorca, Seis personajes en busca de autor (1982), de Luigi Pirandello, Don Juan Tenorio (1983), de José Zorrilla, El sueño de una noche de verano (1986), de William Shakespeare, La malquerida (1988), de Jacinto Benavente, Así que pasen cinco años (1989),de Federico García Lorca, La Gallarda (1992), de Rafael Alberti, al costat d'Ana Belén, Casi una diosa (1993), de Jaime Salom, El yermo de las almas (1996), de Ramón María del Valle-Inclán, La estrella de Sevilla (1998), de Lope de Vega i Panorama desde el puente (2001), d'Arthur Miller.
El seu registre s'amplia, treballant igualment amb molts altres directors d'escena consagrats i participant en muntatges de destacats autors en obres com Ricardo III (1983), de Shakespeare, Luces de bohemia (1984), de Valle-Inclán, dirigida per Lluís Pasqual, Bodas de sangre (1985), de Lorca, dirigida per José Luis Gómez, Los últimos días de Emmanuel Kant (1990), d'Alfonso Sastre, dirigida per Josefina Molina, El precio (2003), d'Arthur Miller, El rey Lear (2002), Hamlet (2005) i La tempestad (2006), de Shakespeare, Afterplay (2006), de Brian Friel, dirigida per José Carlos Plaza, Splendid's (2007), de Jean Genet, El pez gordo (2009), de Roger Rueff, dirigida per Juan Carlos Rubio, Woyzeck (2011), de Georg Büchner, dirigida per Gerardo Vera, Antígona de Mérida, de Miguel Murillo, dirigida per Helena Pimenta, i Diccionario (2012-2014), de Manuel Calzada Pérez, dirigida per José Carlos Plaza.

### Cinema
En la década de 1970 realiza algunos cortos independientes, estrenándose en los largometrajes a las órdenes de Juan Antonio Bardem en Siete días de enero (1979). La seva carrera cinematogràfica no és gaire àmplia, si bé ha tingut ocasió de treballar amb Gerardo Vera a Una mujer bajo la lluvia (1992), Vicente Aranda a La pasión turca (1994), Pedro Almodóvar a Hable con ella (2002) i Mariano Barroso a Lo mejor de Eva (2011).

### Televisió
En la dècada de 1970 realitza alguns curts independents, estrenant-se en els llargmetratges a les ordres d' Estudio 1 i havia intervingut en sèries com Hasta luego, cocodrilo (1992), és a partir del personatge de Don Luis Altamira a la sèrie Cuéntame cómo pasó (2002), quan el seu rostre adquireix major popularitat i projecció en la pantalla petita. Des de llavors ha format part del repartiment d'algunes de les sèries de major èxit com Herederos (2007-2009) a TVEi Acusados (2009-2010) a Telecinco. Entre gener i febrer de 2015 participà en la mini sèrie Víctor Ros, amb el paper d'Aldanza.
En 2015 apareix a la nova sèrie Carlos, rey emperador on encarnarà Guillaume de Croy.